# IPhone 6
iPhone 6 и iPhone 6 Plus — смартфоны корпорации Apple, оснащённые процессором Apple A8, имеющим 2 млрд транзисторов, и работающие на iOS 8 (первоначально поддерживает обновление до iOS 12), представленные 9 сентября 2014 года. Диагональ экрана была значительно увеличена по сравнению с предыдущими моделями: у iPhone 6 — до 4,7 дюйма (разрешение 1334×750), а у iPhone 6 Plus — до 5,5 дюйма (1920×1080, RetinaHD). Толщина телефонов — около 7 мм без учёта толщины камеры.
Смартфоны представляют собой восьмое поколение iPhone. iPhone 6 и 6 Plus получили в основном положительные отзывы, а критики оценили их новый дизайн, технические характеристики, камеру и время автономной работы как улучшения по сравнению с предыдущими моделями iPhone. Тем не менее, некоторые аспекты дизайна iPhone 6 также подверглись критике, в том числе пластиковые полоски на задней панели устройства для его антенны, которые нарушали металлический внешний вид, а также разрешение экрана iPhone 6.

iPhone 6 Plus

## История

### Анонс
9 сентября 2014 года Apple провела мероприятия, представив новые модели. Презентацию провёл глава корпорации Apple Тим Кук.

### После анонса
Предзаказ на модель начался 12 сентября 2014 года, в течение первых суток было заказано 4 млн аппаратов — это абсолютный рекорд в истории компании по состоянию на 2014 год. Компания Apple заявила, что установила новый рекорд: за 3 дня после старта продаж было продано более 10 млн аппаратов.
Снят с производства 7 сентября 2016 года с выходом iPhone 7 и iPhone 7 Plus.

## Характеристики
Наиболее значительные изменения в дизайне: бо́льшая закруглённость углов (по сравнению с iPhone 5S), закруглённость стекла на боковых гранях. Кнопка питания, которая ранее располагалась сверху, передвинута на боковую грань.
По сравнению с предыдущими моделями, были обновлены экраны (4,7 дюйма, 1334×750 (326 ppi), соотношение сторон, близкое к 16:9), получившие название «Retina HD».
iPhone 6 Plus использует экран 5,5 дюйма с разрешением 1920×1080 (401 ppi).
В новой модели используется обычное закаленное стекло, а не из синтетического сапфира, как ожидалось.
Размеры устройств iPhone 6: 138,1×67×6,9 мм, вес 129 г; iPhone 6 Plus — 158,1×77,8×7,1 мм, вес 172 г. Толщина телефона около модуля камеры больше на 0,7 мм.
Обе модели используют микропроцессор Apple A8 с 1 ГБ ОЗУ LPDDR3 и сопроцессор M8.
Камера сохранила разрешение в 8 мегапикселей, но в ней был обновлён сенсор и объектив (f/2.2). Возможна съёмка 1080p видео (HD) с частотой кадров 30 или 60 (120/240 в режиме slow-mo) в секунду. В камере iPhone 6 Plus дополнительно имеется оптическая стабилизация изображения.
Для коммуникации в IPhone 6 используется архитектура Qualcomm (ресивер WFR1620 + трансивер WTR1625L). Теперь вместо пяти моделей, поддерживавших различные частоты LTE, выпускается только две модели iPhone 6 A1549 и A1586 и две модели iPhone 6 Plus — A1522 и A1524, диапазоны частот которых в большой степени дублируются. Использующиеся операторами в России Band 7 и Band 20 поддерживаются всеми моделями. TD-LTE Band 38, использующийся в «МегаФон» и «МТС», есть только в моделях A1586 и A1524.
Модем MDM9625M обеспечивает максимальную полосу пропускания до 150 Мбит/с, с поддержкой передачи голоса по каналу LTE без переключения на GSM или CDMA.
Модуль Wi-Fi в iPhone 6 соответствует стандарту IEEE 802.11ac с пиковой пропускной способностью на физическом уровне равной 433 Мбит/с.
Смартфоны получили интерфейс NFC и позволяют производить бесконтактную оплату с помощью Apple Pay.
В устройствах установлено два акселерометра, точный шестиосевой от InvenSense и экономичный трехосевой акселерометр от Bosch.

## Программное обеспечение
Операционная система обеих моделей iPhone 6 — iOS 8. Некоторые встроенные приложения обновлены, например Mail может использовать две колонки при горизонтальной ориентации экрана.
Для упрощения работы с большим экраном добавлен жест «Reachability», двойное касание кнопки Home сдвигает верхнюю половину экрана вниз.

## Критика
Во время презентации Apple визуально занизила с помощью специального освещения толщину телефона при сравнении с предыдущей моделью. Фотографии телефонов в профиль лишились выпирающего модуля камеры, его толщина (около 0,7 мм) не учитывается в маркетинговых заявлениях Apple..
Сразу же после выхода у iPhone 6 Plus обнаружились проблемы с жёсткостью корпуса, смартфон гнулся от механического воздействия на зону чуть выше середины, под кнопками управления громкостью. «Недостаточная прочность» корпуса нового флагмана Apple вызвала широкий общественный резонанс, в социальных сетях получил распространение хештег «Bendgate» («bend» в переводе с английского — «гнуть»). Конкуренты Apple, среди них: Samsung, LG, HTC, ASUS, воспользовались ажиотажем и в рекламных целях выпустили сравнения своих продуктов с смартфоном Apple. Apple в ответ заявили, что за все время продаж к ним поступило только 9 жалоб подобного рода.
Так же критике, в блогерской среде, подверглась модель 6 Plus из-за недостаточного объёма оперативной памяти, что выявило увеличение разрешения дисплея. Телефон иногда мог «не тянуть» многозадачность и тяжёлые приложения. В следующем поколении объём оперативной памяти был увеличен вдвое и проблем больше не наблюдалось.
Медики установили, что устройство Apple содержит никель — один из самых сильных аллергенов среди металлов.

## Скорость беспроводной связи
| Тип сотовой сети/беспроводной технологии | Класс             | Частоты, на которых работает сеть | Максимальная скорость приёма (Мбит/с) | Максимальная скорость передачи (Мбит/с) | Современность        |
| ---------------------------------------- | ----------------- | --------------------------------- | ------------------------------------- | --------------------------------------- | -------------------- |
| GPRS                                     | 2G (2.5G)         | 850, 900, 1800, 1900 МГц          | 0,04                                  | Неизвестно                              | Технология устарела  |
| EDGE                                     | 2G (2.75G)        | 850, 900, 1800, 1900 МГц          | 0,38                                  | Неизвестно                              | Технология устарела  |
| UMTS                                     | 3G                | 850, 900, 1900, 2100 МГц          | 3,6                                   | Неизвестно                              | Технология актуальна |
| HSDPA/HSUPA                              | 3G (3.5G)         | 850, 900, 1900, 2100 МГц          | 14,4                                  | 5,7                                     | Технология актуальна |
| HSPA+                                    | 3G (3.75G)        | 850, 900, 1900, 2100 МГц          | 21                                    | 5,7                                     | Технология актуальна |
| DC-HSDPA                                 | 3G (3.95G)        | 850, 900, 1900, 2100 МГц          | 42                                    | 5,7                                     | Технология актуальна |
| CDMA EV-DO Rev. A                        | 3G (3.5G)         | 800, 1900 МГц                     | 3,1                                   | 1,8                                     | Технология актуальна |
| CDMA EV-DO Rev. B                        | 3G (3.5G)         | 800, 1900 МГц                     | 4,9                                   | 2,4                                     | Технология актуальна |
| LTE                                      | 4G (4.0G)         | 800, 1900, 2600 МГц               | 150                                   | 150                                     | Технология актуальна |
| Wi-Fi                                    | 802.11 a/b/g/n/ac | 2,4 ГГц и 5 ГГц                   | 300                                   | 300                                     | Технология актуальна |
| Bluetooth 4.0                            | 802.15.4          | 2,4 ГГц                           | 1,0                                   | 1,0                                     | Технология актуальна |